# Trochaclis islandica
Trochaclis islandica är en snäckart som beskrevs av Warren 1989. Trochaclis islandica ingår i släktet Trochaclis och familjen Trochaclididae. Inga underarter finns listade i Catalogue of Life.